# Charters Towers
Charters Towers est une ville du nord du Queensland en Australie. La ville est située à 135 kilomètres au sud-ouest de Townsville sur la "Flinders Highway" et à 1311 kilomètres au nord-ouest de Brisbane. Elle compte 8 846 habitants.
On ne connait pas l'origine du nom de la ville.
La ville fut fondée dans les années 1870 quand de l'or fut trouvé dans la région. Selon la légende, l'or fut découvert par un jeune aborigène de 12 ans appelé par ses employeurs Jupiter la veille de Noël 1871. Il accompagnait un petit groupe de prospecteurs nommés Hugh Mosman, James Fraser et George Clarke. Leurs chevaux s'enfuirent après un éclair et Jupiter fut chargé de les retrouver. Il retrouva les chevaux et en allant boire au ruisseau trouva une pépite d'or qui brillait dans l'eau au pied de "Towers Hill". Il rapporta la pépite à ses employeurs qui s'empressèrent de déclarer leurs découvertes. Jupiter fut adopté par un de ses employeurs et élevé à la mode européenne. Le nom des Casinos de Townsville et de la Gold Coast viennent de ce jeune aborigène.
La région produisit plus de 200 tonnes d'or entre les années 1871 et 1917 puis la production déclina très vite mais les techniques modernes et le coût de l'or ont permis une reprise par la société "CityGold" de l'exploitation en novembre 2006.
Sinon l'économie repose sur la viande bovine et sur l'enseignement pour les enfants des fermiers isolés dans la région.